# Abrahamia sericea
Abrahamia sericea là một loài thực vật có hoa trong họ Đào lộn hột. Loài này được (Engl.) Randrianasolo & Lowry mô tả khoa học đầu tiên.